# El Palau de la Mitjanit
El Palau de la Mitjanit és una novel·la d'aventura i misteri de Carlos Ruiz Zafón. La seua traducció al català va ser obra de Pau Joan Hernàndez i de Fuenmayor.

## Personatges
- Sheere: una noia de 16 anys, germana bessona de Ben.
- Ben: noi de 16 anys, germà bessó de Sheere.
- Aryami Bosé: l'àvia dels anteriors.
- Jawahal: És un esperit dolent que vol agafar l'ànima d'algun dels dos germans per ell poder continuar vivint. L'altre ha de morir per poder continuar vivint ell. La sorpresa més gran és que Lahawaj Chandra Chatterghee és el mateix personatge i en Lahawaj és el pare dels nois.[1]

### Personatges secundaris
- Mr. Thomas Carter: És el rector de l'orfenat de Calcuta anomenat St. Patrick. Li posa el nom de Ben a en Ben, fa setze anys quan era petit.
- La Vendela: És la senyora del St. Patrick.
- En Bankim: És l'ajudant del rector del St. Patrick Thomas Carter
- L'Ian: És el millor amic d'en Ben. Vol estudiar medicina.
- En Seth: És el que més llegeix i més informació posseeix de les biblioteques a les que va.
- En Michael: És molt tímid, i la seva font de creativitat més bona és el dibuix.
- En Siraj: És l'únic noi de la Chowbar Society que té asma.
- La Isobel: De gran vol fer teatre.
- En Roshan

## La Chowbar Society
La Chowbar Society és una societat secreta que és formada per orfes, dues noies (Sheere i Isobel) i 6 nois (Ben, Ian, Michael, Seth, Roshan i Siraj)
Per poder entrar a la Chowbar Society s'ha d'explicar una història que mai no li havies explicat a ningú ni que mai l'explicaries a ningú. Així, la Chowbar Society deixava entrar a persones noves a aquesta societat secreta, però cap dels integrants de la Chowbar Society podien explicar-la a ningú, això era un secret que s'havia de guardar per sempre.
La Chowbar Society tenia unes normes. Els integrants no podien explicar res a ningú del que es deien entre ells. Si algun dels integrants tenia algun problema l'havia d'explicar als seus amics per tal de solucionar-ho entre tots. Si algú corria perill, els integrants de la Chowbar Society havien de lluitar fins a la mort per tal de salvar les vides dels altres, però la persona en perill també.
La Chowbar Society es reunia al Palau de la Mitjanit, un casalot que temps enrere l'havien deixat en ruïnes. Allà és on parlaven, on s'ajuntaven tots per explicar històries de por, per jugar, etc. Ells vivien en el St. Patrick, l'orfenat de Calcuta, menys la Sheere, que fugia amb la seva àvia d'en Jawahal.

## Resum
El tinent Peake porta els dos nadons a l'Aryami Bosé, l'àvia dels dos nadons petitets. L'Aryami Bosé decideix portar a un dels nadons a l'orfenat del St. Patrick. Mr. Thomas li posa al nadó el nom de Ben perquè el seu ídol és Benjamin Franklin. L'àvia dels nadons sap que la resta de la seva vida haurà de fugir d'en Jawahal. Després de setze anys en Jawahal troba als nens, i vol agafar l'ànima d'un dels seus fills per ell poder viure, i l'altre ha de morir per ell poder continuar vivint. Al final la Sheere es mor perquè una serp verinosa li pica (ella mor per intentar salvar en Ben, el seu germà bessó). Quan el tren en flames que travessava la ciutat va esclatar, va ser la primera i l'última vegada que va nevar en Calcuta.